# 高林茂樹
高林 茂樹（たかばやし しげき、1948年3月 - ）は、埼玉女子短期大学商学科教授、パソコン利用技術学会理事、修士（文化科学）

## 略歴
- 1971年　早稲田大学理工学部数学科卒業
- 産能大学システム開発研究所（研究員）にて銀行や家電メーカー、食品メーカー、医薬品会社、自動車部品会社などの情報システム設計・コンサルティングに従事し、現職

## 専門分野
計算機システム・ネットワーク 、メディア情報学・データベース 、教育工学 、図書館情報学・人文社会情報学 

## 主な著書
- 『新・企業の改革 -戦略的情報活用-』、（共著）、産能大学出版部 、1989年
- 『コンピュータへの誘い』、（共著）、日本理工出版会 、1990年3月
- 『BASICプログラミング』、（共著）、樹村房 、1990年

- 『キャリアアップに役立つ　パソコン活用2006年4月
- 『役立つ　パソコン利用』、』、（共著）、弓箭書院(あずさ書店)、2005年4月
- 『役に立つパソコン入門　Win，Word』、（共著）、アイ・ケイコーポレーション、2003年4月

## 主な所属学会
- 情報処理学会
- 教育システム情報学会
- 経営情報学会
- 情報文化学会
- 医療情報学会
- パーソナルコンピュータ利用技術学会（理事）